# ملحمة الشفق: خسوف
ملحمة الشفق: خسوف (بالإنجليزية: The Twilight Saga: Eclipse) المعروف أيضًا باسم خسوف هو فيلم خيالي رومانسي أمريكي صدر عام 2010 مأخوذ عن رواية خسوف للكاتبة ستيفاني ماير الصادرة عام 2007. هذا الجزء هو الثالث من سلسلة أفلام ملحمة الشفق بعد فيلم الشفق عام 2008 وقمر جديد عام 2009. أعطت شركة سمت إنترتاينمنت الضوء الأخضر لإنتاج الفيلم في فبراير من عام 2009. أخرج هذا الفيلم ديفيد سليد، وأعاد نجوم الفيلم كريستين ستيوارت وروبرت باتينسون وتايلور لوتنر تأدية أدوار بيلا سوان وإدوارد كولن وجاكوب بلاك على الترتيب. عادت مليسا روزنبرغ -التي أعدت السيناريو لكل من فيلمي الشفق وقمر جديد- ككاتبة سيناريو لهذا الفيلم. بدأ التصوير في السابع عشر من أغسطس عام 2009 في استديوهات فانكوفر السينمائية، وانتهى في أواخر أكتوبر، أما مرحلة ما بعد الإنتاج فقد بدأت باكرًا خلال الشهر التالي. لعبت برايس دالاس هوارد دور فكتوريا بدلًا من راشيل لفيفر التي لعبت هذا الدور في السابق.
صدر هذا الفيلم عالميًا في دور العرض بتاريخ الثلاثين من يونيو عام 2010، وأصبح أول فيلم من سلسلة الشفق يصدر بتقنية آيماكس. تلقى هذا الفيلم ردود فعل مختلطة من النقاد. حمل الفيلم أيضًا الرقم القياسي باعتباره أعلى افتتاح في منتصف الليل ربحًا في تاريخ شبابيك التذاكر في أمريكا وكندا محققًا ما قُدر بنحو 30 مليون دولار أمريكي، حتى تفوق عليه فيلم هاري بوتر ومقدسات الموت – الجزء الثاني عام 2011. حطم الفيلم بعد ذلك الرقم القياسي لأفضل افتتاح في يوم أربعاء محققًا 68,533,840 دولار أمريكي، متفوقًا على مبلغ 62 مليون دولار أمريكي التي حققها فيلم المتحولون: ثأر الهاوي. أصبح فيلم الشفق أيضًا أوسع الأفلام انتشارًا مستقلًا، إذ عُرض في أكثر من 4,416 دار عرض، متفوقًا على سابقه ملحمة الغسق: قمر جديد الذي حمل الرقم القياسي منذ عام 2009.

## الحبكة
في سياتل، وليس بعيدًا عن فوركس، تهاجم فكتوريا رايلي بيرز، وذلك بهدف إنشاء جيش من المولودين الجدد عن طريقه من أجل تحقيق انتقامها ضد إدوارد كولن الذي قتل حبها الحقيقي جيمس. أما في فوركس، يناقش إدوارد مع بيلا سوان تعقيدات التحول إلى مصاص دماء خالد. بعمر الثامنة عشرة، أكبر بعام واحد من العمر الذي تحول فيه إدوارد إلى مصاص دماء، تعبر بيلا عن نفورها من فكرة الزواج في عمر مبكر، مع ذلك يرفض إدوارد تحويلها إلى مصاصة دماء قبل زواجهما، مبررًا ذلك بأن بيلا يجب أن تعيش بعض التجارب البشرية التي سوف تفتقدها بعد أن تتحول. بينما يحقق تشارلي سوان والد بيلا في اختفاء رايلي بيرز، يشك إدوارد في تورط مصاصي الدماء الجدد باختفائه، ويزيد شكوكه تطفل رايلي على غرفة بيلا.
على الرغم من خوف إدوارد على سلامتها، تصر بيلا على أن جاكوب بلاك وبقية عصبة المستذئبين لن تؤذيها أبدًا، لكن إدوارد لم يكن مقتنعًا. تذهب بيلا إلى لا بوش لملاقاة جاكوب، وتعود إلى منزلها دون أذى. خلال إحدى زياراتها، يعترف جاكوب بحبه لبيلا ويقبلها عنوة. تلكمه بيلا غاضبة وتؤذي يدها، لاحقًا يهدد إدوارد جاكوب ويخبره ألا يحاول تقبيل بيلا إلا إذا طلبت منه هي ذلك. حتى أن بيلا تسحب دعوة جاكوب وبقية أعضاء عصبة المستذئبين إلى حفل تخرجها، لكنها تسامح جاكوب بعد أن يعتذر منها على تصرفه السابق.
في هذه الأثناء، ترى أليس رؤيا مفادها أن جيش المولودين الجدد يهاجم فوركس بقيادة رايلي بيرز. يسمع جاكوب -الذي كان مصحوبًا بكويل وإمبري- هذه المعلومة، ما يؤدي إلى تشكيل تحالف بين جماعة كولن وعصبة الذئاب. لاحقًا، تتفق جماعة كولن مع الذئاب على تحديد مكان وزمان للتدريب ومناقشة إستراتيجية. خلال التدريب يشرح جاسبر لبيلا أنه مخلوق من قبل مصاصة دماء باسم ماريا للتحكم بجيش المولودين الجدد. كان يكره وجوده الأصلي وبعد الالتقاء بأليس قرر الانضمام إلى جماعة كولن معها.
ترى بيلا الرابط الحقيقي بين زوج من مصاصي الدماء وتبدأ بفهم جاسبر بشكل أفضل. على الرغم من ترددها في الزواج، تدرك بيلا أن إمضاء الأبدية مع إدوارد أكثر أهمية بالنسبة إليها من أي شيء آخر وتقرر الزواج منه. يخيم إدوارد وبيلا في الجبال لإخفاء بيلا عن المولودين الجدد المتعطشين للدماء. خلال الليل، تسمع بيلا محادثة بين إدوارد وجاكوب، من خلال هذا الحوار يتفقان على وضع كراهيتهما المتبادلة جانبًا بشكل مؤقت. في الصباح، يسمع جاكوب نقاش إدوارد وبيلا حول الخطوبة ويقرر الرحيل. ترجوه بيلا أن يقبلها، وتدرك أنها وقعت في حبه. يكتشف إدوارد أمر القبلة لكنه لا يبدي انزعاجًا، ذلك لأن بيلا تقول إنها تحبه أكثر من جاكوب.
عندما تظهر فكتوريا، يقتلها إدوارد في حين يقتل سيثر ايلي. في هذا الوقت يدمر الكولن بالتعاون مع ذئاب الكويليت «جيش» فكتوريا، على الرغم من أن جاكوب يُصاب عندما ينقذ ليا كليرووتر من هجوم مولود جديد. يصل عدد من أفراد شرطة مصاصي الدماء (الفولتوري) للتعامل مع جيش المولودين الجدد. يجدون أيضًا أن جماعة كولن يحرسون المولودة الجديدة بري تانر التي رفضت القتال واستسلمت لكارليسل. تحاول جين تعذيب بري بهدف جمع المعلومات، ثم تطلب من فيلكس قتلها على الرغم من جهود جماعة كولن للإبقاء على حياتها. عندما تلاحظ جين أن كايوس سوف يجد كون بيلا ما زالت بشرية أمرًا مثيرًا للاهتمام، تخبرها بيلا بأن موعد تحولها قد حُدد. تزور بيلا جاكوب المصاب وتخبره أنها على الرغم من وقوعها في حبه، لكنها اختارت البقاء مع إدوارد. حزينًا من هذا القرار، يوافق جاكوب مترددًا على التوقف عن محاولة التدخل بين بيلا وإدوارد.
يذهب بيلا وإدوارد إلى المرج حيث تخبره بأنها قررت القيام بالأمور بطريقته: الزواج وممارسة الحب ثم التحول إلى مصاصة دماء. تشرح له أيضًا أنها لم تكن طبيعية أبدًا ولا تريد أن تكون كذلك؛ إذ شعرت أنها غريبة طوال حياتها، لكنها تشعر بكونها كاملة وأكثر قوة عندما تكون في عالم إدوارد. في نهاية القصة يقرران أنهما يحتاجان إلى إخبار تشارلي بخطوبتهما.

## وصلة خارجية
- الموقع الرسمي
- ملحمة الشفق: خسوف على موقع IMDb (الإنجليزية)
- ملحمة الشفق: خسوف على موقع ميتاكريتيك (الإنجليزية)
- ملحمة الشفق: خسوف على موقع روتن توميتوز (الإنجليزية)
- ملحمة الشفق: خسوف على موقع نتفليكس (الإنجليزية)
- ملحمة الشفق: خسوف على موقع قاعدة بيانات الأفلام العربية
- ملحمة الشفق: خسوف على موقع ألو سيني (الفرنسية)
- ملحمة الشفق: خسوف على موقع أول موفي (الإنجليزية)
- ملحمة الشفق: خسوف على موقع بوكس أوفيس موجو (الإنجليزية)
- ملحمة الشفق: خسوف على موقع فيلمافينيتي (الإسبانية)
- ملحمة الشفق: خسوف على موقع قاعدة بيانات الأفلام السويدية (السويدية)